# 425 Fifth Avenue
425 Fifth Avenue (auch The Envoy) ist ein Wolkenkratzer in Manhattan in New York City, USA. Er ist nach seiner Adresse im Viertel Murray Hill in Midtown Manhattan benannt.

## Beschreibung
Der Wohnwolkenkratzer befindet sich an der bekannten Fifth Avenue, Ecke East 38st Street unweit des Empire State Building, des Bryant Parks, der New York Public Library und dem Grand Central Terminal. Der Turm hat eine Höhe von 188,4 Meter (618 Fuß) und besitzt 175 luxuriöse Apartments auf 54 Etagen. An der Basis sind auf zwei Etagen Einzelhandel und den vier darüber liegenden Stockwerken Büros angesiedelt. 425 Fifth Avenue bietet seinen Bewohnern neben einem Portier (24 h) Freizeiteinrichtungen wie ein Fitnesscenter, eine Sauna, einen Innenpool, eine Außenterrasse und vieles mehr auf der 7. und 8. Etage sowie den „Fifth Avenue Club“ und eine Dachterrasse.
Nachdem die ersten Pläne 1999 vorgestellt wurden, begann man 2001 mit den Bauarbeiten. Im April 2002 erreichte das Gebäude seine endgültige Höhe. Das vom Eigentümer RFR Davis in Auftrag gegebene und von Michael Graves und seinem Architekturbüro entworfene Bauwerk wurde 2003 fertiggestellt.

## Ansichten

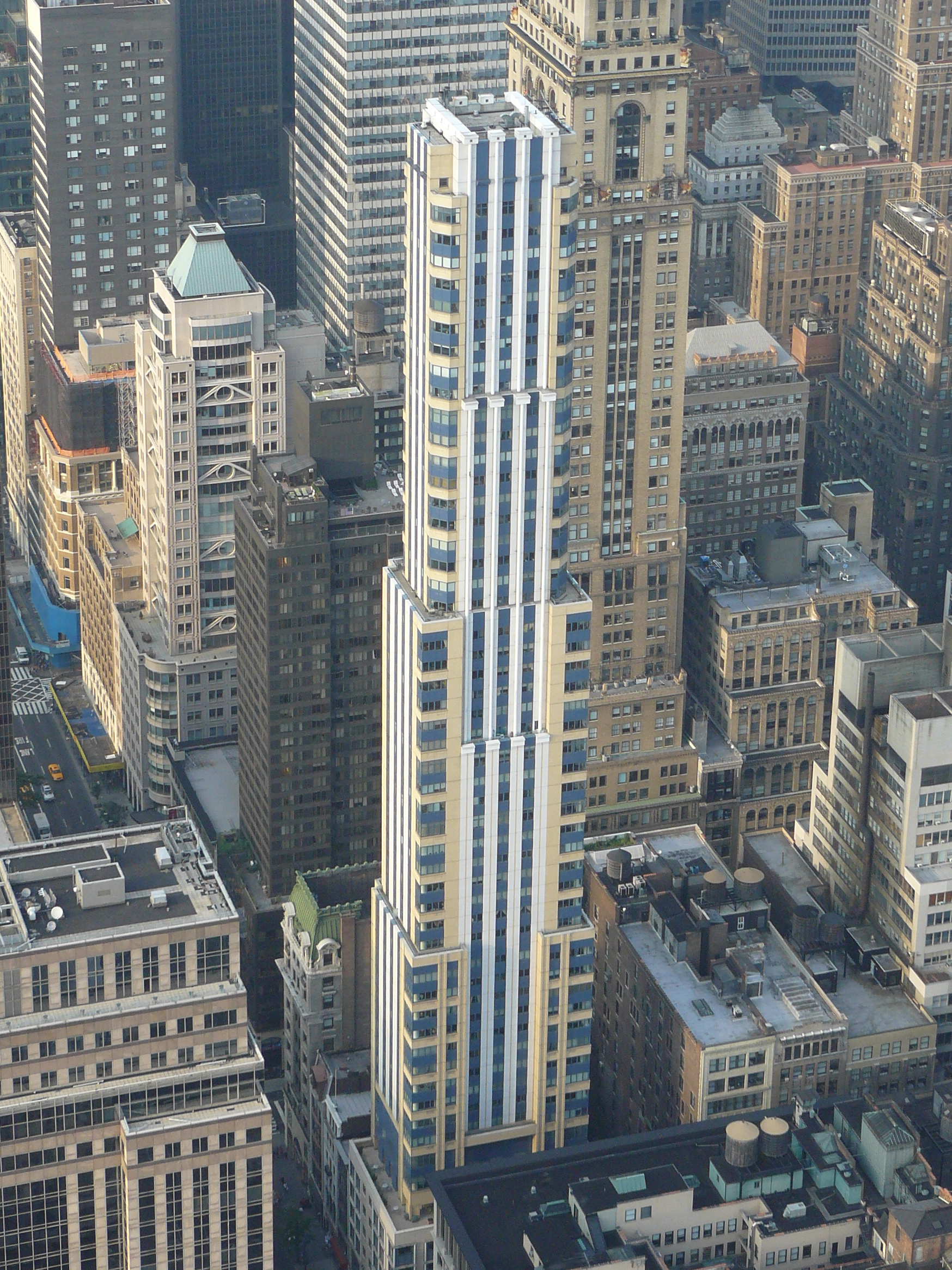
Der Wohnturm am 7. Juli 2008
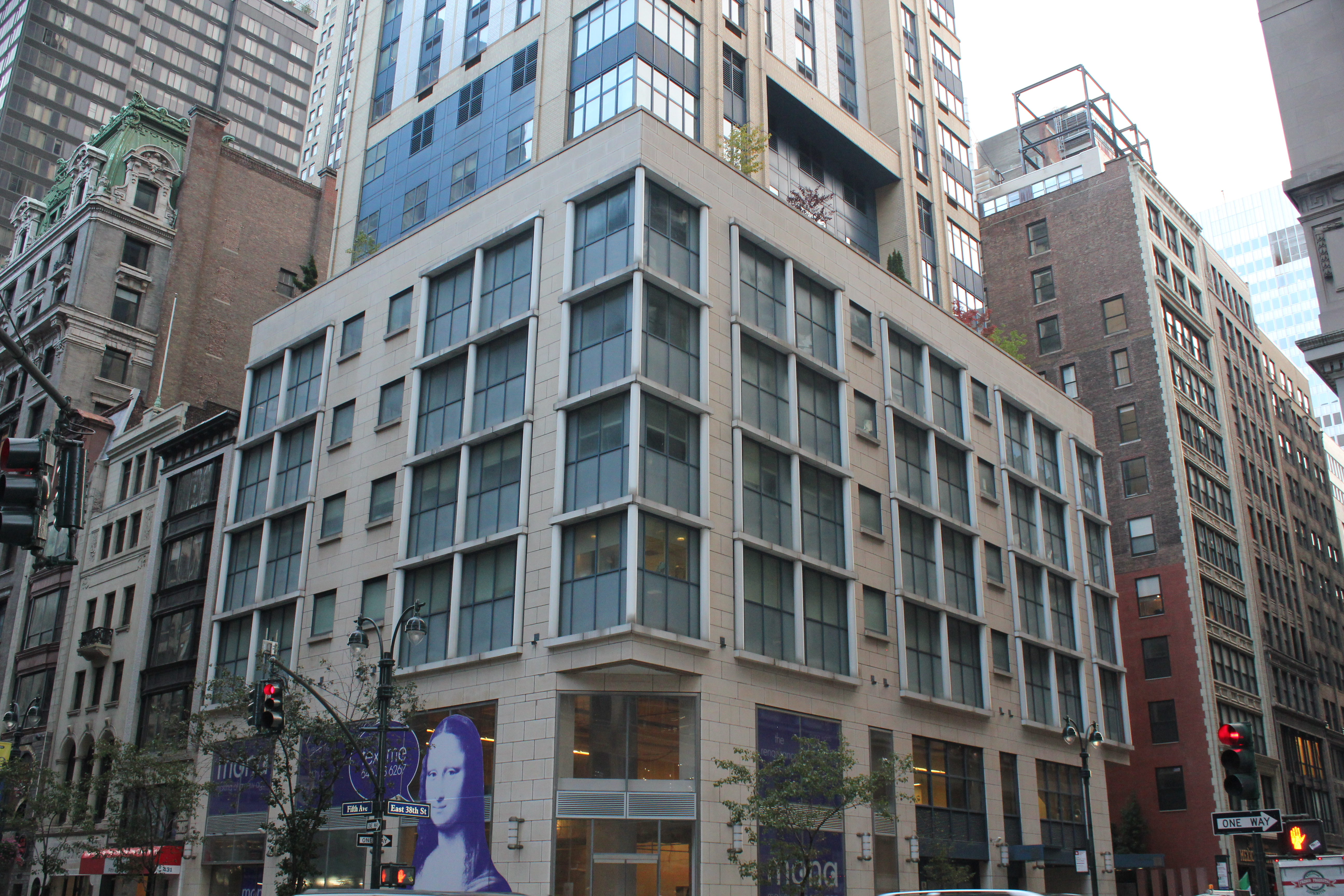
Die Gebäudebasis mit Geschäften und Büros
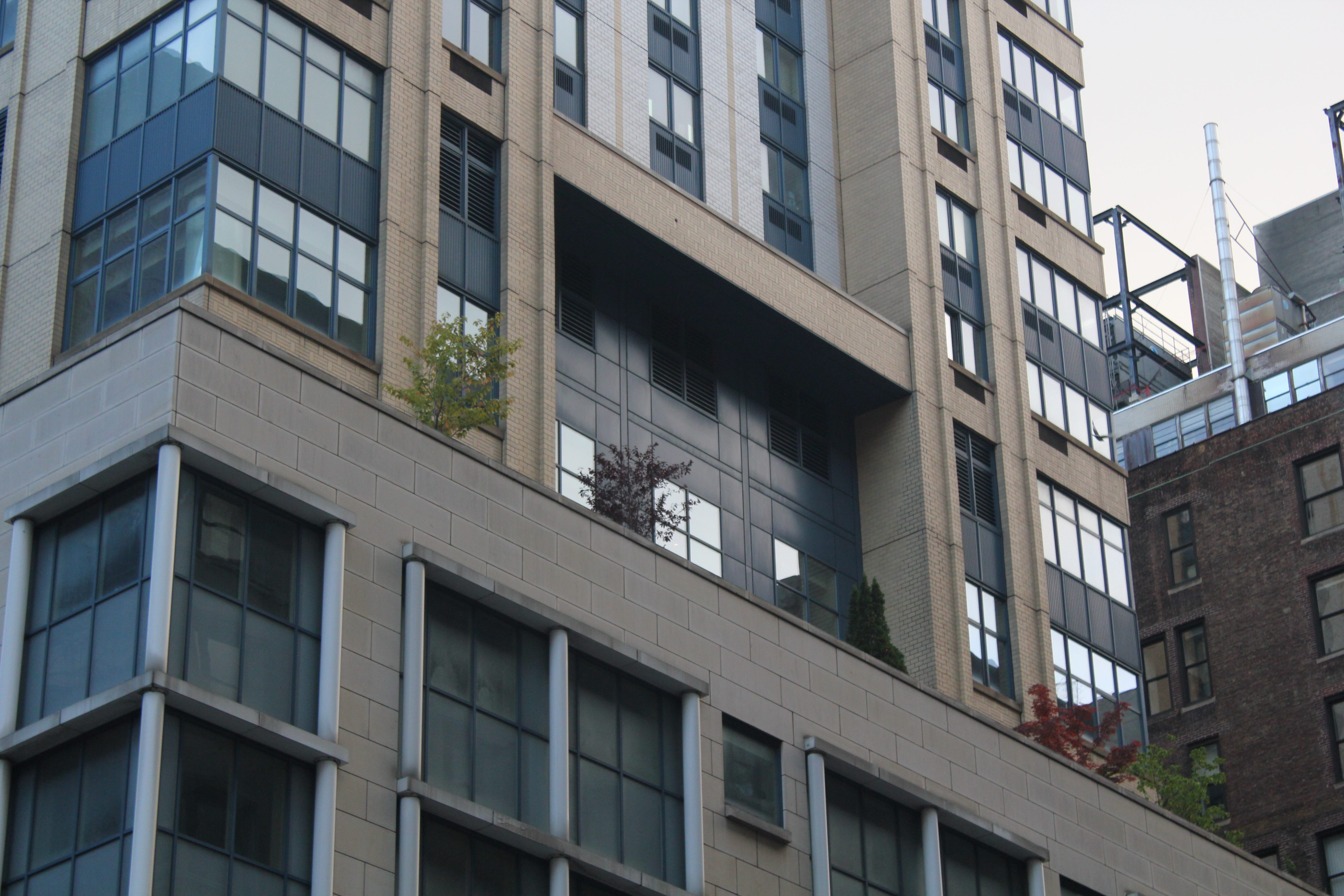
Der Freizeitbereich in der 7. und 8. Etage
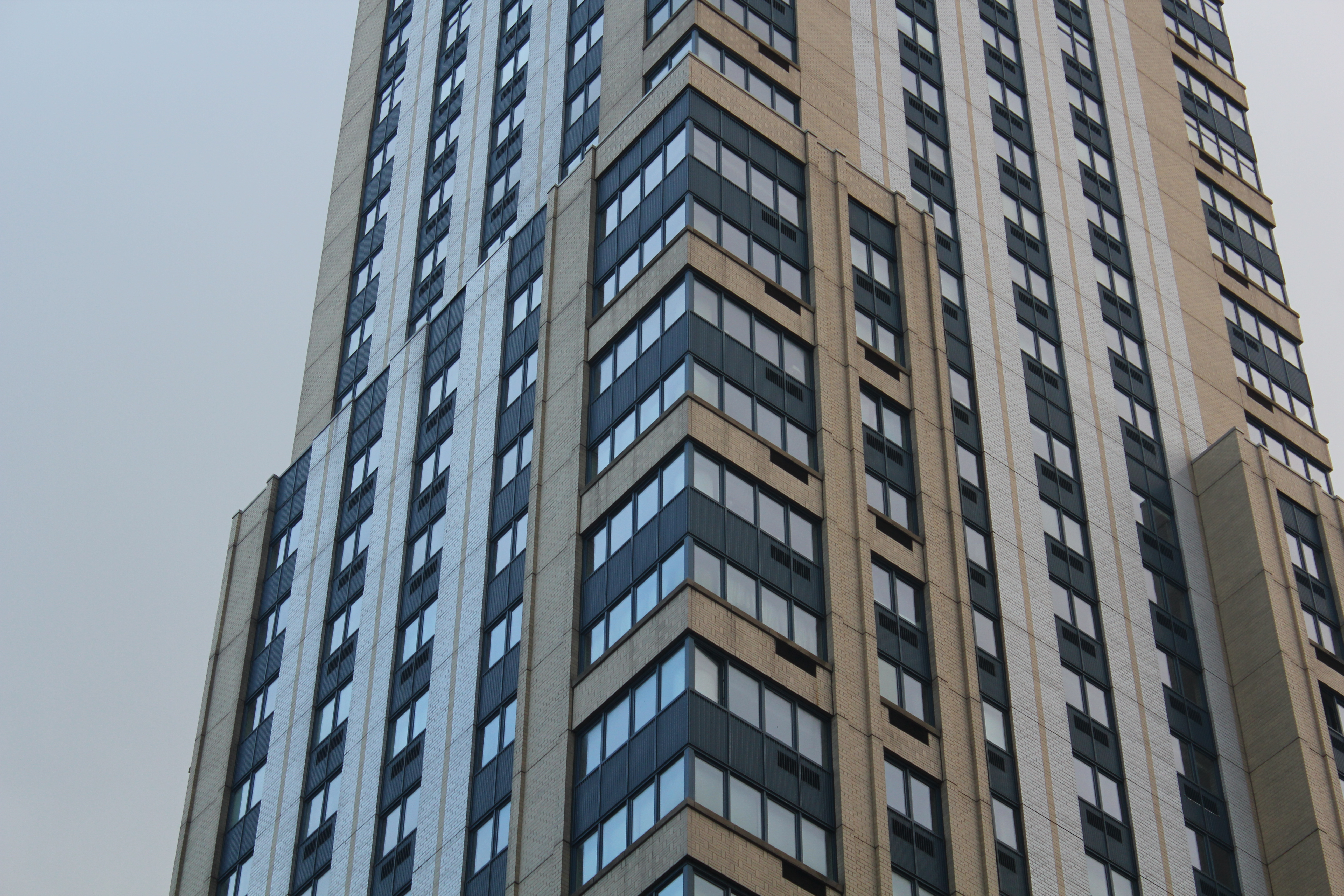
Architektonische Details